# 佐藤泉 (実業家)
佐藤 泉（さとう いずみ、1967年（昭和42年）6月24日 -  ）は、日本の実業家。RKB毎日放送代表取締役社長、RKB毎日ホールディングス代表取締役。

## 来歴
福岡県鞍手郡小竹町出身。福岡県立鞍手高等学校を経て、西南学院大学経済学部を卒業。

## 略歴
- 1991年3月　西南学院大学経済学部卒業
- 1991年4月　アール・ケー・ビー毎日放送（現・RKB毎日ホールディングス）入社
- 2010年8月　東京支社テレビ営業部長
- 2015年4月　同次長
- 2016年4月　テレビ営業局長
- 2017年4月　執行役員テレビ営業局長
- 2019年6月　取締役編成戦略局長
- 2020年6月　代表取締役専務として営業統括、労務、支社、コンプライアンスを担当するとともに、RKB毎日HD取締役を兼任
- 2021年6月　同社代表取締役就任[1]

## 出演

### ラジオドラマ
- 空想労働シリーズ サラリーマン（2023年8月22日 - 10月10日） - RKB社長 役[2]
  - 帰りたいサラリーマン（2024年8月24日 - 10月12日） - RKB社長 役[3]